# Jezírko Kutnar
Jezírko Kutnar je přírodní památka jihozápadně od obce Rakvice v okrese Břeclav. Důvodem ochrany je opuštěné dyjské rameno s vodní květenou.